# ユー・クロス・マイ・パス
『ユー・クロス・マイ・パス』（You Cross My Path）は、イギリスのロックバンド、ザ・シャーラタンズの10枚目のアルバム。2008年3月3日にダウンロードでリリースされ、5月12日にCDとレコードでリリース。全英39位。5月にはDVD付きの限定プレミア盤、6月には2枚組のデラックス・エディションをリリース。バンドとジェイムズ・スペンサーによる共同プロデュースで、ミックスはジーザス&メリーチェイン、マイ・ブラッディ・ヴァレンタイン、ライド、カーヴなどの作品のプロデュース、ミキシング、エンジニアで知られているアラン・モウルダーが担当した（ジェイムズ・スペンサーがミックスしたトラック5、9を除く）。

## 収録曲
1. オー！バニティ "Oh! Vanity" - 3:57
2. バッド・デイズ "Bad Days" - 3:28
3. ミステイクス "Mis-Takes" - 3:25
4. ミスビガトゥン "The Misbegotten" - 4:13
5. ア・デイ・フォー・レッティング・ゴー "A Day for Letting Go" - 2:52
6. ユー・クロス・マイ・パス "You Cross My Path" - 4:05
7. ミッシング・ビーツ "Missing Beats (of a Generation)" - 3:38
8. マイ・ネーム・イズ・ディスペアー "My Name Is Despair" - 4:19
9. バード・リプライズ "Bird Reprise" - 2:38
10. ディス・イズ・ジ・エンド "This Is the End" - 4:28

### 日本盤ボーナス・トラック
1. ブランク・ハート、ブランク・マインド "Blank Heart, Blank Mind"
2. セット・ミー・フリー "Set Me Free"

### デラックス・エディション（ディスク2）
1. "A Margin of Sanity" - 2:46
2. "Acid in the Tea" - 5:07
3. "You Cross My Path" (Live) - 4:09
4. "Bad Days" (Live) - 3:39
5. "Mis-Takes" (Live) - 3:27
6. Oh! Vanity" (Live) - 3:58
7. This Is the End" (Live) - 4:21
8. "You Cross My Path" (Video)
9. "Oh! Vanity" (Video)

### 限定プレミア盤DVD
1. "Oh! Vanity" (Video)
2. "You Cross My Path" (Video)
3. "Oh! Vanity" (Live)
4. "You Cross My Path" (Live)

## 参加ミュージシャン
- ティム・バージェス - ボーカル
- マーク・コリンズ - ギター
- マーティン・ブラント - ベースギター
- ジョン・ブルックス - ドラムス
- トニー・ロジャース - キーボード、ボーカル